# Marcial Badia Colomer
Marcial (o Marçal) Badia i Colomer (Tarragona, España, 1906 - Argentina, 1986) fue un escritor y periodista socialista español.

## Biografía
Hijo de Marcial Badia Arnal, tipógrafo de Tortosa, compartía su ideología socialista avanzada. Vivió en Reus hasta el año 1939, donde ejerció diversos oficios. La mayoría de sus escritos son de contenido ideológico y social. Publicó en diversas revistas y periódicos catalanes de opinión y trabajos en prosa y en verso. En 1924 era secretario de la Associació d'Obrers de Casa Espinós, pirotécnica donde trabajaba en la sección de cartonaje.
La Revista Blanca, en la colección La Novela Ideal, le publicó algunas novelas entre 1932 y 1935 que tuvieron cierto éxito. Durante la Segunda República Española y la Guerra Civil colaboró, en la órbita del PSUC, en los periódicos de su ciudad Foment y Diari de Reus. En 1939 se exilió primero a Francia y posteriormente a Argentina con su familia.